# Ya-Ya-yahがやってくる!
『Ya-Ya-yahがやってくる!』（ヤーヤーヤーがやってくる!）は、少女漫画雑誌「りぼん」（集英社）で2005年8月号から2006年5月号まで連載された北沢薫の漫画作品。ジャニーズ事務所とのタイアップ作。
タイムスリップした歌を愛する大正娘が現代のアイドルに出会い、自由に歌える職業＝アイドルを目指す物語。
作者のあと書きによると、本来単行本1巻分で終了する予定が連載が延長された模様（全2巻）。

## あらすじ
大正元年生まれの歌を愛する13歳の少女・きなこ。しかし、女性が表に出ることははしたないと思われていた時世、彼女の夢は周りから制止されるようになっていた。ある日、帰宅したきなこは父母から婚約者・犬山男爵の写真を見せられる。その上、本人が現れ、失神したきなこは自宅の庭に落ち、石で頭を強打する。
目覚めると、きなこはテレビ局で倒れており、4人の少年に発見される。その少年達に、事情を説明した所、自分がタイムスリップした事を知り、再び失神。その後、きなこは4人に「同じ歌が好き同士」として彼らのコンサートのチケットをもらう。
コンサート会場に行ったきなこ。すると、ステージにさっきの少年達がきらびやかな服装で歌を歌い始める。彼らは、ジャニーズJr.の人気急上昇アイドルグループ「Ya-Ya-yah」だったのだ。彼らの姿を見て、初めて歌を歌った幼少時代（6歳）を思い出したきなこは、彼らが自由に人前で歌を歌える職業・「あいどる」だということを知り、「あいどる」を志す。
そして、ひょんなことから大正時代に来てしまった、Ya-Ya-yahときなこ。きなこと犬山男爵の結婚が早まったことを聞き、Ya-Ya-Yahの4人は、きなこを心に決めた人・連水雪也のもとに導く。きなこの思いは成就し、Ya-Ya-Yahが現代に戻るときがやってくる。きなこは「必ずもう1度みなさんのこんさーとに行きます。」と言い残す。そして現代に戻り、Ya-Ya-Yahを除く全ての人間はきなこのことを覚えていなかった。その頃に、コンサートが決定する。
そのコンサートの会見当日、お婆さんになったきなこと、Ya-Ya-yahは再会を果たす。

## 登場人物

### 主要人物
杉山きなこ（すぎやま きなこ）
大正元年生まれの13歳。歌をこよなく愛する少女。将来を誓った人・雪也がいる。だが、犬山男爵との縁談を進められて反発した後、自宅庭に落ちて石で頭を強打し、平成17年にタイムスリップ。アイドル「Ya-Ya-yah」に出会い、芸能界を志す。ひょんなことから長期出張に出たYa-Ya-yahのマネージャー・葉月の代理を務めることに。特技は料理で朝、葉月が起きたときには食卓に和食を並べていた。好物はカレー。口調は誰に対しても敬語で、性格はやや天然ボケ。少しのことには動じないなど頼もしい一面も見られる。また、大正時代に流行った歌を得意とし、劇中では「早春賦」、「ゴンドラの唄」、「浜辺の歌」、「冬景色」など、様々な曲を披露している。連水家訪問後は平成の世に来て初めて涙を流した。終盤ではYa-Ya-yahとともに大正時代に戻ることに。自分が見てしまった未来が変えられないと悩むが、待っていてくれた雪也に自分の想いを伝えることができた。そして、現在もなお健在（ただしぎっくり腰で入院）で、葉月に「変な名前」といわれたがゆえに自分の名前を隠し、とりあえず「ももえ」として生きていた。
薮宏太（やぶ こうた）
「Ya-Ya-yah」のメンバー。Ya-Ya-yahの中では一番冷静だが、非常にシャイな性格で「告白」と言う言葉にも過敏に反応するなど照れ屋なところも。きなこの言葉によって大正時代にサッカーがないことが判明し、ショックを受ける。実際もサッカーをこよなく愛しており、劇中キャッチコピーは「サッカー大好き」。
八乙女光（やおとめ ひかる）
「Ya-Ya-yah」のメンバー。劇中ではやんちゃぶりを発揮。鮎川太陽の背中につかまりながら出勤するなど、おちゃめな性格（鮎川本人は気づかず）。頻繁に帽子を被っている。クライマックスでは、落ち込むきなこをさりげなく励ますなど、ムードメーカー的な活躍が目立った。劇中キャッチコピーは「やんちゃ王子」。
鮎川太陽（あゆかわ たいよう）
「Ya-Ya-yah」のメンバー。基本的に天然な性格で、芸能人対抗クイズ大会にて「カンガルー」のジェスチャーをしたところ、ほんわかした動きで観客やきなこを和ませた（クイズには正解する）。普段はおっとりした言動だが、「女の子にバカって言う方がバカなのっ」という台詞からも分かるように、ここぞという時には男らしい一面も覗かせる。劇中キャッチコピーは「天然BOY」。おばさんキラー。
山下翔央（やました しょおん）
「Ya-Ya-yah」のメンバー。きなこに現代のファッションをチョイスするなど、様々な場面でおしゃれぶりを発揮している。「漫画の中で自分の家を城にしてほしい」とメンバーたちの対談で語ったところ実際に、あるシーンで実現した。劇中キャッチコピーは「オシャレリーダー」。第8話で血液型がO型となっていたが正しくはA型で、2006年りぼん4月号にて編集部よりお詫びのお知らせが掲載された。コミックスでは内容が訂正されている。

### その他の人物たち
連水葉月（れんすい はづき）
きなこが現れる前のYa-Ya-yahのマネージャー。宿無しのきなこを家に泊めていた。きなこの歌声を綺麗だとほめており、彼女を気に入っている女性。理由は定かではないが、仕事で長期出張に出ていたらしい。しばらくした後、Ya-Ya-yahの仕事の関係で再登場。そのときは大阪でラーメンを食べていた。「いっそ（熊田正樹と）結婚しちゃえよ!」というYa-Ya-yahに「おばさんにも乙女チックな夢があるんだよ!」と反論。連水雪也は曾祖父で、きなこは曾祖母。きなこが連水夫人ではないという誤解が起きてしまったのは20数年前、葉月が5歳のときに「連水きなこ」という名前を「ヘンな名前」と言ってしまったことから。
熊田正樹（くまだ まさき）
きなこの補佐をしているジャニーズのサブマネージャー。至って真面目な性格だが、料理番組の企画では、料理が苦手なため、格好だけでもきなこのようにと女装した。葉月に想いを寄せており、Ya-Ya-yahときなこの力によって成就（?）する。恥ずかしがり屋な一面を持つがテレビの企画とはいえ、迷わず葉月に「僕は…あなたが好きです」と伝えることができた。葉月への想いを知られた際、Ya-Ya-yahらに高級弁当をおごる羽目になるなど、貧乏くじを引かされた可哀相な人。

### ゲストキャラクター
杉山きなこの父
きなこに犬山男爵との縁談を勧める。すごいひげの持ち主。剣道ができるらしく、雪也のもとに向かおうとする5人が出かけようとした際、障子を突き破って竹刀を薮の頬すれすれに突きつけた。
杉山きなこの母
おっとりした性格で男尊女卑の世を悟っている。きなこに「人生を面白く生きてみなさい」と残す。
奥山ヒサシ
第四話のみ登場。発売されたカレー批評本は100冊、カレーを食べ続けて15年、のカレー研究家。Ya-Ya-yahの料理を認める。
連水雪也
大正時代のきなこの恋人。満月の夜にきなこと将来を誓い合う。きなこの2つ年上なので15歳?。きなこは大正元年生まれで13歳のため、雪也は明治生まれということになる。ただし、第2話での紹介と第8話の紹介では年が違う計算になってしまうため、真相は謎である。葉月はひ孫、妻はきなこ。現代でも存命。入院しているきなこのお見舞いに行っていた。御年94歳で、目は丈夫。今の雪也にはきなこの姿が見えないことが謎となっている。大正時代から優しかったようで、きなこの思いは成就した。
ホストーズ
第5話のみ登場。Ya-Ya-yahのクイズ大会第1回戦の相手。トリオの「フェロモン系芸人」（ホストっぽいから）。鮎川太陽いわく、「歯が光っている」。「ホスト1号」の剣以外の名前は不明である。Ya-Ya-yahに完敗した。
カメレオンズ
第6話のみ登場。Ya-Ya-yahのクイズ大会決勝戦の相手。新星ものまね芸人コンビ。特殊メイクが売りで、顔と声、限界までその人に似せることで人々を驚かせる。知識まできなこに化け（2人とも男）、Ya-Ya-yahを混乱させたが惨敗に終わる。
葉月の母
名前は不明。連水家を訪問したYa-Ya-yahときなこに、雪也関係の話をした。
犬山男爵
きなこが強制的に婚約させられた相手。第9話で雪也のもとに翔央を除いた4人での逃亡中にきなこを追って現れる。首から下は人間、首から上は犬という男爵。更にきなこの父と同じようなひげを生やしている。
杉山あんこ
きなこの妹。黒髪におかっぱ。きなこを犬山男爵と結婚させることを不憫に感じ、「私を倒してから行け」という父を止めるために反撃する翔央に竹刀で加勢。あんこの存在に関しては、りぼん創刊50周年の際に書かれた今後の展開に関する絵に「あんこです」といっている絵が掲載されていた。葉月にヘンな名前だといわれた際、とりあえず「さゆり」にすることにして、あんこという名前を隠した。